# سوخوی راکیت
سوخوی راکیت (به لاتین: Sukhoy Rakit) یک منطقهٔ مسکونی در روسیه است که در سرزمین آلتای واقع شده‌است.